# Злата Мегленська
Злата (Хриса, Хрисія) Мегленська (болг. Злата Мъгленска, макед. Злата Мегленска, грец. Χρυσῆ; ? — 1795) — християнська свята великомучениця, народилася і жила у XVIII столітті у болгарському селищі Слатине, Могленської єпархії. Болгарія в той час перебувала під гнітом Туреччини.

## Біографія
Про життя святої Злати відомо з її короткого грецького житія, яке написав у 1799 році преподобний Никодим Святогорець зі слів протоігумена Тимофія, що був свідком її мученицької смерті.
Свята Злата, наречена Небесного Царя походила з містечка Меглен, тому її і називають у народі Мегленською. Виросла у родині бідного, невідомого християнина, у якого було чотири дочки. Злата мала чистоту душі і палку віру в Господа, наділена не тільки зовнішньою красою, а й внутрішньою.
Один із місцевих турків, бачачи її незвичайну красу, схопив і привів до себе в будинок. Він намагався спокусити дівчину, змушував прийняти іслам. Турок обіцяв, якщо вона прийме іслам — буде його дружиною, якщо ж не підкориться — він завдасть їй великі муки. Злата відмовилася, однак змінити її віру намагалися і турецькі жінки, і рідні, яких до цього примусили. Дівчина не піддалася на вмовляння, погрози і була піддана катуванням: її били палицями, вирізали з її шкіри ремені, припікали обличчя. Тортури, які тривали протягом багатьох місяців, не зломили духу Злати Мегленської.
У селі знаходився протоігумен афонського монастиря Ставронікіта Тимофій, якому Злата передала прохання помолитися за неї, він став свідком її мученицької смерті. Після всіх катувань, бачачи непохитність дівчини, турки повісили її на груші і змагаючись один з одним рубали її тіло шаблями. Злата була таємно похована своїми односельцями.
13 жовтня 1912 року великомучениця Злата Мегленська зарахована до лику святих, особливо шанується у Болгарській, Македонській, Сербській і Грецькій Православних Церквах. На іконах її зображують молодою дівчиною у національному болгарському або македонському весільному вбранні.
Свята великомучениця є небесною покровителькою і Божої заступницею всіх жінок, що носять ім'я Злата.
Дні пам'яті — 13 (26 за н.с.) жовтня (Прославлення) та 18 (31 за н.с.) жовтня (Представлення),,.